# Andrewsornis abbotti
Andrewsornis abbotti (лат.) — один из видов вымерших хищных нелетающих птиц из семейства фороракосовых, единственный в роде Andrewsornis. Известен из олигоцена и раннего миоцена Южной Америки. Ископаемые остатки птицы найдены в отложениях формации Аква-де-ла-Пьедра в Аргентине.

## История открытия
Остатки птицы были обнаружены в 1923 году американским палеонтологом Джоном Бернардом Аботтом. Вид описан в 1941 году Брайаном Паттерсоном. Голотип состоит из неполного черепа, нижней челюсти, проксимальной части коракоида, когтя и второго пальца ноги. Род Andrewsornis назван в честь палеонтолога Чарльза Уильяма Эндрюса. Видовое название присвоено в честь того, кто нашел ископаемые.

## Описание
Внешне похож на Phorusrhacos, но имеет более плоский череп и узкий клюв. Нижняя челюсть длиной 39 см. Известный коготь длиной 6 см.